# Харагун (станція)
Харагун (рос. Харагун) — станція Читинського регіону Забайкальської залізниці Росії, розташована на дільниці Заудинський — Каримська між станціями Хушенга (відстань — 22 км) і Тайдут (20 км). Відстань до ст. Заудинський — 344 км, до ст. Каримська — 301 км.